# EPOC
EPOC — операционная система, разработанная компанией Psion PLC для использования в собственных карманных (портативных) компьютерах. По одной из версий, аббревиатура EPOC расшифровывается как «Электронный кусочек сыра» (англ. Electronic Piece Of Cheese).
EPOC была выпущена в нескольких версиях.

## EPOC16
EPOC16 (первоначально — EPOC) — многозадачная операционная система, разработанная компанией Psion в конце 1980-х — начале 1990-х годов для своих портативных компьютеров SIBO. Операционная система написана на языке C под 8086-семейство процессоров и использует 16-битную архитектуру.
EPOC16 использовалась в карманных компьютерах MC200, MC400, Series 3, Series 3a, Series 3c, Series 3mx, Siena, Workabout и Workabout mx.
В 1990-х EPOC16 уступила место EPOC32.

## EPOC32
Впервые новая версия системы EPOC — EPOC32, Release 1 — появилась в карманном компьютере Psion Series 5 ROM v1.0 в 1997. EPOC32, Release 2 (R2) и Release 3 (R3) являются эволюционным развитием первой версии — R2 исправлял некоторые ошибки 1-й версии, а версия EPOC32 R3 включила в себя реализацию стека TCP/IP. Большая часть компьютеров Psion Series 5 и все компьютеры Geofox One поставлялись на рынок с версией EPOC32 R3.
В конце 1999-го появилась версия EPOC32 Release 4, созданная специально для модели Osaris. Её более совершенная версия, EPOC32 Release 5, устанавливалась на компьютеры Psion — Series 5mx / 5mxPro, Revo / Revo plus, Series 7 / netBook и netPad, Ericsson — MC218, R380 (EPOC32 R5u) и SONICblue — Diamond Mako.
EPOC32 — многозадачная 32-битная операционная система с защитой памяти, написанная на языке C++. Система была разделена на две части: ядро и графическую оболочку (носящую имя EIKON), которая была ориентирована на работу как с клавиатуры, так и при помощи сенсорного экрана. Для удобства пользователей большинство операций в системе аналогично соответствующим действиям на IBM-платформе.
Система была разработана под процессоры семейства ARM (включая ARM7, ARM9, StrongARM и Intel’s XScale).

## Дальнейшее будущее EPOC
Ещё во время разработки EPOC32 финансовые трудности вынудили Psion задуматься о возможности лицензировать свою систему третьим компаниям. Для этих целей подразделение, занимавшееся разработкой операционной системы в 1997 году, было выделено в компанию Psion Software.
В том же году системой заинтересовалась компания Ericsson, выпустившая на её основе MC218 (копию Psion Series 5mx), а позднее — модель Ericsson R380, сочетавшую в себе функции карманного органайзера и телефона (смартфон) с сенсорным экраном на основе модифицированной версии системы — EPOC32 Release 5u (добавлена поддержка Unicode и полностью изменён GUI).
Успех R380 заинтересовал других лидеров рынка мобильных телефонов. Таким образом, в июле 1998 года Psion Software в сотрудничестве с компаниями Ericsson, Motorola и Nokia образовали консорциум Symbian. Поэтому следующая версия EPOC, Release 6, получила новое название — Symbian OS.